# San Carlos (San Diego)
San Carlos es una comunidad de clase media en el área oriental de San Diego, California. San Carlos limita con los barrios de Del Cerro, Lake Murray, Tierra Santa, Navajo, Allied Gardens, la ciudad de La Mesa y Mission Trails.
San Carlos está geográficamente designada principalmente por el Mission Trails Regional Park, y la reserva artificial del Lago Murray. La Preparatoria Patrick Henry abastece a los tres barrios vecinos de San Carlos, Allied Gardens y Del Cerro.
El centro de la comunidad cuenta con la preparatoria Patrick Henry High School, el parque comunitario homónimo y un centro recreativo, así como con unas instalaciones para espectáculos y el salón comunitario Casey's Place.

## Periódico local
- El Mission Times Courier es el periódico local que publica todas las noticias locales de la comunidad de San Carlos.http://www.MissionTimesCourier.com

## Historia
San Carlos está situado en el borde oriental de la ciudad de San Diego. El nombre se debe a uno de los buques enviados por los españoles para explorar California. El área es principalmente residencial, y muchas de las casas tienen estilo de ranchos únicos que fueron construidas a finales de 1960 y los 70s. Originalmente el área había sido una zona rural, pero San Carlos decidió conservar su "pequeña ciudad rural" pese a que estaba dentro de los límites de la ciudad de San Diego.